# Sebastian Schmidt (wioślarz)
Sebastian Schmidt (ur. 6 stycznia 1985 w Wiesbaden) – niemiecki wioślarz, reprezentant Niemiec w wioślarskiej ósemce podczas Letnich Igrzysk Olimpijskich w Pekinie.

## Osiągnięcia
- Mistrzostwa Europy – Poznań 2007 – czwórka bez sternika – 2. miejsce[1].
- Igrzyska Olimpijskie – Pekin 2008 – ósemka – 8. miejsce[2].
- Mistrzostwa Świata – Poznań 2009 – ósemka – 1. miejsce[1].
- Mistrzostwa Europy – Montemor-o-Velho 2010 – ósemka – 1. miejsce[1].